# Britse grondwet
Er is in het Verenigd Koninkrijk geen document dat de naam Britse grondwet draagt. Toch is het niet zo dat de grondwet daarom ongeschreven is. Enkele centrale elementen, waarvan sommige al enkele eeuwen oud, zijn vastgelegd in zogenaamde "Acts of Parliament". Het principe van de parlementaire soevereiniteit is erg sterk. De laatste jaren is er vraag geweest om een geschreven grondwet, die de macht van het parlement en de regering zou omschrijven, maar die vraag stierf een stille dood.
Een reden voor de afwezigheid van een Britse grondwet is dat Engeland weinig dramatische structurele veranderingen heeft meegemaakt, maar wel organische ontwikkeling. De Britse Eilanden hebben na 1066 nog maar een keer een succesvolle militaire invasie vanaf het continent ondergaan, namelijk in 1688, waarop de laatste 'regime change' volgde, die de Glorious Revolution werd genoemd. De enige andere maatschappelijke omwenteling die meer inhield dan een verandering van dynastie was het protectoraat van Oliver Cromwell (1653-1658). Veel van Cromwells hervormingen werden kort na zijn dood weer teruggedraaid. Vanuit Engeland zijn de andere delen van de Britse Eilanden (respectievelijk Ierland, Wales en Schotland) veroverd.
Een ander aspect, dat moeilijker grijpbaar is, is de Engelse cultuur, die bijzonder laag scoort op het punt van onzekerheidsmijding waardoor er meer dan elders vertrouwd wordt op sociale consensus en minder op het op schrift stellen van wettelijke bepalingen. Ook J.B. Priestley heeft zich in deze zin uitgelaten over de Engelse volksaard.